# Hwang Shin-duk
Hwang Shin-duk, född 1898, död 1983, var en sydkoreansk politiker.
Hon blev 1946 sitt lands första kvinnliga parlamentariker. 